# Polygala sansibarensis
Polygala sansibarensis är en jungfrulinsväxtart som beskrevs av Gürke. Polygala sansibarensis ingår i släktet jungfrulinssläktet, och familjen jungfrulinsväxter. Inga underarter finns listade i Catalogue of Life.